# 失效致禍
在軍事戰術中，「失效致禍」（英語：fail-deadly）是一種震懾手段以保證在戰局最壞的情況下可以有效地自動作出兩敗俱傷或同歸於盡的反擊，這個詞語相對於「失效安全」（fail-safe）。

## 軍事應用
失效致禍是核武戰術中報復攻擊的一個例子，這個戰術威嚇侵略者不要進行先制攻擊：如果遇襲方的所有指揮官在一次攻擊中已經全滅，其失效致禍裝置就會自動發動核武報復，這種系統的震懾成效取決於其他擁有核武國是否已知悉其核武裝備狀態。蘇聯曾經有一個如此的核武報復系統，名為死亡之手，現在未確定俄羅斯是否有繼續使用。英國類似的系統稱為「最后手段之信」（Letters of last resort）讓其四艏前衛級核潛艇在英國政府或當前首相及其內閣成員在遇害時按事前指示行動，四項指示其中一項即是發動核武反擊。